# (9398) Bidelman
(9398) Bidelman est un astéroïde de la ceinture principale.

## Description
(9398) Bidelman est un astéroïde de la ceinture principale. Il fut découvert le 28 septembre 1994 à Kitt Peak par le projet Spacewatch. Il présente une orbite caractérisée par un demi-grand axe de 3,35 UA, une excentricité de 0,14 et une inclinaison de 1,2° par rapport à l'écliptique.

## Compléments